# Effet de précédence
L'effet de précédence, effet de préséance, ou la loi du premier front d'onde, est un effet psychoacoustique binaural de la réflexion du son et la perception des échos. Lorsque deux versions d'un même son sont présentées avec un délai suffisamment court (inférieur au seuil d'écho de l'auditeur), les auditeurs perçoivent un seul événement auditif ; sa localisation spatiale perçue est dominée par la localisation du premier son qui arrive (le premier front d'onde). Le son en retard affecte également la localisation perçue, mais son effet est en grande partie supprimé par le son arrivant en premier.
L'effet Haas a été décrit en 1949 par Helmut Haas dans sa thèse de doctorat. Le terme « effet Haas » est souvent pris au sens large pour inclure l'effet de précédence qui le sous-tend.

## Histoire
Joseph Henry a publié On The Limit of Perceptibility of a Direct and Reflected Sound en 1851. La « loi du premier front d'onde » est décrite et nommée en 1948 par Lothar Cremer.
L'effet de précédence a été décrit et nommé en 1949 par Wallach et al.. Ils montrent que lorsque deux sons identiques sont présentés en succession rapprochée, ils sont entendus comme un seul son fusionné. Dans leurs expériences, la fusion se produisait lorsque le décalage entre les deux sons était compris entre 1 et 5 ms pour les clics, et jusqu'à 40 ms pour les sons plus complexes tels que la parole ou la musique au piano. Lorsque le décalage était plus long, le second son était entendu comme un écho. Wallach et al. n'ont pas fait varier systématiquement l'intensité des deux sons, bien qu'ils aient cité des recherches menées par Langmuir et al., qui suggèrent que si le second son arrivant est au moins 15 dB plus fort que le premier, l'effet de préséance s'estompe.
L'effet Haas provient d'un article publié en 1951 par Helmut Haas, qui a examiné comment la perception de la parole est affectée en présence d'une réflexion sonore unique et cohérente.